# Cathédrale Saint-François-d'Assise d'Alep
Pour les articles homonymes, voir Cathédrale Saint-François-d'Assise.
La cathédrale Saint-François-d'Assise est la cathédrale catholique latine d'Alep au nord de la Syrie. Elle est dédiée à saint François d'Assise et elle est le siège du vicariat apostolique d'Alep qui comptait douze mille baptisés en 2004. La cathédrale est de style classique néorenaissance. Elle est desservie par les franciscains. 

## Adresse postale
B.P. 327, 19 rue Antaki, Alep, Syrie